# Киттштайн, Детлеф
Детлеф Киттштайн (нем. Detlev Kittstein, 24 февраля 1944, Шпроттау, Германский рейх — 3 мая 1996, Франкфурт-на-Майне, Германия) — немецкий хоккеист (хоккей на траве), нападающий. Олимпийский чемпион 1972 года, чемпион Европы 1970 года.

## Биография
Детлеф Киттштайн родился 24 февраля 1944 года в немецком городе Шпроттау (сейчас польский город Шпротава).
Играл в хоккей на траве за «Франкфурт-1880» из Франкфурта-на-Майне. В 1969—1970 годах выигрывал чемпионат ФРГ.
В 1968 году вошёл в состав сборной ФРГ по хоккею на траве на Олимпийских играх в Мехико, занявшей 4-е место. Играл на позиции нападающего, провёл 4 матча, мячей не забивал.
В 1970 году в составе сборной ФРГ выиграл дебютный чемпионат Европы в Брюсселе.
25 мая 1972 года удостоен высшей спортивной награды ФРГ — «Серебряного лаврового листа».
В 1972 году вошёл в состав сборной ФРГ по хоккею на траве на Олимпийских играх в Мюнхене и завоевал золотую медаль. Играл на позиции нападающего, провёл 3 матча, забил 1 мяч в ворота сборной Малайзии.
В 1973 году в составе сборной ФРГ завоевал бронзовую медаль чемпионата мира в Амстелвене.
В 1976 году вошёл в состав сборной ФРГ по хоккею на траве на Олимпийских играх в Монреале, занявшей 5-е место. Играл на позиции нападающего, провёл 3 матча, мячей не забивал.
В 1963—1976 годах провёл за сборную ФРГ 68 матчей.
С 1969 года до конца жизни преподавал спорт в гимназии во Франкфурте-на-Майне.
Умер 3 мая 1996 года во Франкфурте-на-Майне.

## Память
В 2007 году спортзал гимназии, в которой работал Киттштайн, был назван в его честь «Киттштайнхалле».